# Kazumi Takada
Kazumi Takada (28. juni 1951 - 1. oktober 2009) var en japansk fodboldspiller.

## Japans fodboldlandshold
| Japans landshold | Japans landshold | Japans landshold |
| År               | Kmp              | Mål              |
| ---------------- | ---------------- | ---------------- |
| 1970             | 4                | 0                |
| 1971             | 0                | 0                |
| 1972             | 5                | 0                |
| 1973             | 3                | 0                |
| 1974             | 0                | 0                |
| 1975             | 4                | 0                |
| Total            | 16               | 0                |